# 109
109 је била проста година.

## Догађаји
- Изграђен је пут Виа Трајана, која повезује Беневенто са Бриндизијем.
- Плиније Млађи је постављен за легата у Битинији.
- Хозроје I од Партије, краљ Партије из династије Арсакида попео се на престо уместо свог брата Пакора II.

### Јун
- 24. јун - Отворен је Трајанов аквадукт за време цара Трајана и назван по њему.

### Јул
- Завршена изградња Трајанове терме, коју је пројектовао Аполодор из Дамаска. Изграђен на месту Неронове златне куће.